# Tradimenti (Pinter)
Tradimenti (Betrayal) è un’opera teatrale del drammaturgo inglese Harold Pinter, andata in scena per la prima volta a Londra nel 1978. Viene generalmente considerata una delle più grandi opere dell’autore, anche perché presenta molti dei suoi temi e caratteristiche stilistiche, come l’economia nei dialoghi, la delusione e auto-illusione dei personaggi. 
Basata sulla relazione extraconiugale di Pinter con la presentatrice della BBC Joan Bakewell, durata per sette anni, dal 1962 al 1969, la pièce racconta in ordine cronologico inverso la storia di un amore, dal suo sgretolamento agli inizi.

## Trama

### 1977
Scena prima. Un pub, primavera 1977
Emma e Jerry si incontrano per la prima volta in due anni: per sette anni hanno avuto una relazione clandestina in un appartamento segreto o, almeno, che Jerry giura essere stato segreto. Emma ha ora un’altra relazione extraconiugale con Casey, uno scrittore rappresentato da Jerry e pubblicato da Robert, il marito della donna. Emma ha scoperto che anche il marito ha avuto una relazione con un’altra donna e ammette di avergli confessato del tradimento con Jerry.
Scena seconda. La casa di Jerry, lo stesso giorno
Jerry e Robert si incontrano per parlare della relazione con Emma e il marito della donna rivela che aveva scoperto tutto quattro anni prima, ma aveva comunque continuato l’amicizia con Jerry come se nulla fosse.

### 1975
Scena terza. L’appartamento, inverno 1975
È il secondo anno della tresca tra Jerry ed Emma, che si incontrano sporadicamente all’appartamento per consumare il loro amore. Ma Emma, che sperava di vedere l’appartamento trasformarsi in una vera e propria casa per loro due, rimane delusa e la “coppia” decide di venderlo.

### 1974
Scena quarta. La casa di Emma e Robert, autunno 1974
Jerry visita gli amici Robert ed Emma e annuncia che uno scrittore, Casey, si è appena trasferito in zona. Jerry e Robert fanno piani per giocare a squash insieme, ma prima l’agente partirà per New York con lo scrittore.

### 1973
Scena quinta. Una camera d’albergo, estate 1973
Robert ed Emma sono in vacanza a Venezia e pianificano una gita a Torcello per l’indomani. Emma sta leggendo un libro di Spinks, un altro autore rappresentato da Jerry, che Robert si rifiuta di pubblicare perché pensa non ci sia molto da dire sul tradimento. Intanto, Robert scopre una lettera di Emma, che gli rivela di avere una tresca con Jerry.
Scena sesta. L’appartamento, estate 1973
Emma è appena tornata dalla vacanza italiana con il marito e ha portato una tovaglia per l’appartamento. Jerry le dice come, nonostante la relazione, vada ancora a pranzo con Robert.
Scena settima. Un ristorante, estate 1973
Robert si ubriaca a pranzo con Jerry e comincia ad inveire contro i romanzi moderni e rivela all’amico di essere andato a Torcello senza Emma per leggere Yeats.

### 1971
Scena ottava. L’appartamento, estate 1971
Emma vuole sapere se la moglie di Jerry sa nulla della loro storia e lo informa che mentre era in America con Robert è rimasta incinta del marito.

### 1968
Scena nona. La casa di Emma e Robert, inverno 1968
Durante un party, Jerry, ubriaco, si trova nella camera da letto di Emma. Quando lei entra, allontanandosi dalla festa per pettinarsi i capelli, Jerry le confessa che la ama follemente, sin dal giorno del matrimonio fra lei e Robert. Proprio quest'ultimo entra nella stanza, interrompendo la loro conversazione.

## Personaggi
- Emma, 38 anni (nel 1977)
- Jerry, 40 anni (nel 1977)
- Robert, 40 anni (nel 1977)
- Cameriere

## Storia degli allestimenti
Tradimenti debuttò al National Theatre di Londra il 15 giugno 1978, con la regia di Peter Hall e un cast composto da: Penelope Wilton (Emma), Michael Gambon (Jerry), Daniel Massey (Robert) ed Artro Morris (cameriere); Massey e la Wilton erano sposati all’epoca.
La pièce ebbe la sua prima a Broadway il 5 gennaio 1980 al Trafalgar Theatre di New York, dove rimase in scena per 170 repliche. Peter Hall curava la regia, mentre il cast annoverava Raúl Juliá (Jerry), Blythe Danner (Emma) e Roy Scheider (Robert).
La prima italiana è avvenuta il 24 marzo 1982 al Teatro delle Arti di Roma, per la regia di Giuseppe Patroni Griffi, scene di Pier Luigi Pizzi, con Sergio Fantoni (Jerry), Ilaria Occhini (Emma) e Duilio Del Prete (Robert).
Nel 1991 David Leveaux diresse un revival del dramma a Londra, con Bill Nighy (Jerry), Martin Shaw (Robert) e Cheryl Campbell (Emma). 
Nel 1998 una nuova produzione londinese andò in scena al National Theatre, diretta da Trevor Nunn e con Douglas Hodge, Imogen Stubbs ed Anthony Calf nel cast. 
Nel 2000 il dramma tornò sulle scene di Broadway all'American Airlines Theatre con Juliette Binoche, Liev Schreiber e John Slattery, mentre nel 2007 un nuovo revival londinese diretto da Roger Michell vide come protagonisti Toby Stephens (Jerry), Samuel West (Robert) e Dervla Kirwan (Emma).
Nel 2009 il regista Andrea Renzi diresse una delle varie edizioni italiane, con Nicoletta Braschi (Emma), Tony Laudadio (Robert) ed Enrico Ianniello (Jerry). Rimase in tournée per due anni e fu riproposta nel 2012.
Nel 2011 Kristin Scott Thomas, Douglas Henshall e Ben Miles interpretarono i protagonisti in un nuovo allestimento della pièce a Londra, mentre nel 2013 i coniugi Daniel Craig e Rachel Weisz portarono in scena Robert ed Emma a Broadway, con il Jerry di Rafe Spall. Una nuova produzione londinese andrò in scena all'Harold Pinter Theatre dal marzo al giugno 2019, con la regia di Jamie Lloyd, Tom Hiddleston nel ruolo di Robert, Zawe Ashton nella parte di Emma e Charlie Cox in quella di Jerry. La produzione di Lloyd è stata riproposta anche al Bernard B. Jacobs Theatre di Broadway con lo stesso cast, per 17 settimane dall'agosto dello stesso anno. L'allestimento a Broadway ha ricevuto quattro candidature ai Tony Award, tra cui miglior revival di un'opera teatrale, miglior regia e miglior attore protagonista (Hiddleston).
Dal novembre 2020 al gennaio 2021 Tradimenti è tornato sulle scene italiane per la regia di Michele Sinisi, portato prima al Teatro Fontana di Milano e poi al Politeama Rossetti di Trieste. I tre protagonisti erano interpretati da Stefano Braschi, Stefania Medri e lo stesso Sinisi.

## Adattamento cinematografico
David Jones ha diretto l'omonimo adattamento cinematografico con Jeremy Irons, Ben Kingsley e Patricia Hodge.